# Tête du Géant
Tête du Géant är en bergstopp i Schweiz.   Den ligger i distriktet Monthey och kantonen Valais, i den sydvästra delen av landet, 90 km sydväst om huvudstaden Bern. Toppen på Tête du Géant är 2 232 meter över havet, eller 192 meter över den omgivande terrängen. Bredden vid basen är 1,9 km.
Terrängen runt Tête du Géant är huvudsakligen bergig, men den allra närmaste omgivningen är kuperad. Närmaste större samhälle är Monthey, 11,7 km öster om Tête du Géant. 
Trakten runt Tête du Géant består i huvudsak av gräsmarker. Runt Tête du Géant är det ganska glesbefolkat, med 26 invånare per kvadratkilometer.